# Mühltalstraße 12 (Darmstadt)
Das Wohnhaus in der Mühltalstraße 12 ist ein Bauwerk in Darmstadt-Eberstadt.

## Geschichte und Beschreibung
Das Wohnhaus wurde im Jahre 1848 erbaut.
Stilistisch gehört das eingeschossige Gebäude zum Biedermeier.
Der breitgelagerte, giebelständige Putzbau besitzt ein biberschwanzgedecktes Satteldach.
Die Sprossenfenster haben einfache Sandsteingewände und Klappläden.
Die Fassade wird im Giebel durch breite Putzfaschen und Rundbogenfenster betont.
Erschlossen wird das Haus über einen Mitteleingang mit fünf Stufen.
Im inneren befindet sich eine Kreuzgewölbedecke über einer kleinen mittigen Eingangshalle mit einer alten Holztür.
Zu dem Anwesen gehören auch eine Scheune und ein Stall aus der gleichen Bauzeit.
Ein schmiedeeisernes Hoftor verschließt den gepflasterten Hof.

## Denkmalschutz
Das Anwesen befindet sich in einem unverfälschten Originalzustand.
Das Anwesen ist aus architektonischen und stadtgeschichtlichen Gründen ein Kulturdenkmal.